# حمادي ولد باب ولد حمادي
حمادي ولد باب ولد حمادي من مواليد 31 ديسمبر 1948م بموريتانيا سياسي موريتانيا ذو خلفية يسارية، حيث كان من أبرز نشاط حركة الكادحين السرية، حسب شهادة وزير الخارجية السابق: محمد فال ولد بلال، اعتبارًا من 2011، كان وزير الشؤون الخارجية والتعاون في موريتانيا.

## نشأته
ولد حمادي في مقاطعة المجرية، بولاية تكانت في الوسط الموريتاني، درس المدرسة الابتدائية في كل من المجرية ومقاطعة ألاك عامصة ولاية لبراكنه من 1956 إلى 1961. التحق بالمدرسة الثانوية بين أطار عاصمة ولاية آدرار، و روصو ونواكشوط من 1962 إلى 1966. التحق بالمدرسة الوطنية للإدارة من عام 1966 إلى عام 1968، وتخرج منها بدرجة المتريز في الهندسة المدنية.

## حياته المهنية
من عام 1968 إلى عام 1978م عمل موظفا في وزارة الأشغال العامة، ومن أكتوبر 1983 إلى نوفمبر 1990 عمل أمينًا عامًا لـ FIAP. ثم عمل كمستشار ومدير مشروع في DGPIP حتى مايو 2007.

### وزيرا للدفاع
بعد انتخاب محمد ولد عبد العزيز رئيسًا لموريتانيا في انتخابات 2009 الرئاسية، عين حمادي ولد حمادي في منصب وزير الدفاع الوطني.

### وزيرا للخارجية
التقى حمادي بوزير الخارجية الروماني السابق، تيتوس كورلسيان، في 29 سبتمبر 2012. وناقش وزيرا الخارجية إمكانية إعادة العلاقات بين البلدين.
في 25 مايو 2013، حضر حمادي قمة الاتحاد الأفريقي. وأثناء وجوده هناك، تحدث عن الأزمات في مالي والساحل مع بان كي مون، الأمين العام للأمم المتحدة حينها.
بعد بضعة أشهر، في 18 سبتمبر 2013، تم استبدال حمادي بأحمد ولد تكدي وزيرا للخارجية في تعديل وزاري. تم بموجبه تعيين حمادي وزيرا جديدا للصيد البحري.

## حياته الاجتماعية
هو متزوج ولديه طفل.